# コラカ県
コラカ県 (コラカけん、インドネシア語: Kabupaten Kolaka) はインドネシアの南東スラウェシ州に位置する県。県都はコラカ。
2012年12月14日、インドネシア議会はコラカ県域の東部を分離して東コラカ県を設置することを承認した。これは2013年第8号法として2013年に施行され、9郡が分離している。
米やクローブなどの農産や、牛や家禽などの畜産が主要産業であるが、県内でニッケルや鉛の採鉱も行われており、これらの金属を精錬する工場も整備されている。

## 自治体
県は20の郡（kecamatan）からなり、2010年の調査では人口は以下のようであった。 2013年に東部9郡が分離し、東コラカ県が設立され、残ったのは以下の11郡である。
| 名称       | 人口 2010年 |
| ---------- | ----------- |
| Watubangga | 14,169      |
| Tanggetada | 13,310      |
| Toari      | 8,925       |
| Polinggona | 6,497       |
| Pomalaa    | 28,199      |
| Wundulako  | 18,588      |
| Baula      | 10,126      |
| Kolaka     | 36,147      |
| Latambaga  | 27,558      |
| Wolo       | 24,253      |
| Samaturu   | 21,045      |
| 合計       | 208,817     |